# Száray Miklós
Száray Miklós (Budapest, 1954. –) magyar középiskolai földrajz–történelem szakos vezetőtanár, gimnáziumi tankönyvei révén Magyarország egyik legismertebb történelemtanára.

## Életpályája
1973-ban érettségizett az Apáczai Csere János Gyakorlógimnáziumban. Tanulmányait az ELTE Bölcsészettudományi Karán, történelem-földrajz szakon folytatta. 1979-től tanárként dolgozik. Tíz évig tanított a Budai Nagy Antal Gimnáziumban. Itt szerezte alapvető tapasztalatait a négyosztályos gimnáziumi képzésről.
1989-ben került az elsőként induló nyolcosztályos gimnáziumok egyikébe, a Kempelen Farkas Gimnáziumba. E tehetséggondozó iskolában a tanítás mellett tantervfejlesztéssel és tankönyvírással foglalkozhatott. A Kempelenben először a történelemmel, majd mint oktatási igazgató, később igazgató az iskolavezetés nehézségeivel és örömeivel ismerkedhetett meg.
1996–2004 között a Történelemtanárok Egylete tagja volt. 1997 szeptembere óta részt vesz az OKTV Bizottság munkájában. 1998 szeptemberétől a Fazekas Mihály Fővárosi Gyakorló Általános Iskola és Gimnázium vezető tanára. Az ELTE Apáczai Csere János Gyakorlógimnázium és Kollégiumban tanít.

## Könyvei
- Nyolcosztályos gimnáziumi sorozat (Műszaki Kiadó)
- Négyosztályos gimnáziumi sorozat (Nemzeti Tankönyvkiadó)
- Általános iskolai sorozat (Műszaki Kiadó)
- Történelem I-IV.
- Középkor, kora újkor